# Thủy điện Vĩnh Sơn 5
Thủy điện Vĩnh Sơn 5 là công trình thủy điện xây dựng trên dòng sông Kôn tại vùng đất xã Vĩnh Kim huyện Vĩnh Thạnh tỉnh Bình Định, Việt Nam .
Thủy điện Vĩnh Sơn 5 có công suất lắp máy 28 MW với 2 tổ máy, khởi công tháng 5/2009 , hoàn thành tháng 12/2013 .